# Регіональний поїзд
Регіонáльний пóїзд (Р) — за класифікацією Міністерства інфраструктури України, що є чинною з 2011 року, — денний швидкий поїзд, який курсує в прямому та місцевому сполученні.
Вимоги:
- маршрутна швидкість — 50 км/год і більше при допустимій швидкості до 140 км/год;
- вагони з місцями для сидіння 2-го та 3-го класу[1].

Поїзд повинен мати індивідуальну емблему (символіку) та однотипне оформлення складу.
На вагони, які включені до складу поїзда, у визначених місцях повинні бути нанесені піктограми для ідентифікації пасажирами типу поїзда, категорії вагона та послуг, які надаються.
Піктограмами позначаються:
- місця для сидіння та клас вагона;
- місця для пасажирів з дітьми;
- заборона паління;
- вагон-бар;
- кондиціювання повітря;
- вагон з місцями для перевезення велосипедів;
- вагон з купе для перевезення пасажирів-інвалідів;
- вагон з наданням послуг WiFi-інтернету.

Потреба у внесенні змін виникла у зв'язку з розробкою нової системи класифікації пасажирських поїздів згідно з Указом Президента України "Про Національний план дій на 2011 рік щодо впровадження Програми економічних реформ на 2010—2014 роки «Заможне суспільство, конкурентоспроможна економіка, ефективна держава», а також із проведенням заходів у рамках підготовки до Чемпіонату Європи з футболу 2012 року.